# 抱著你的日子
《抱著你的日子》是彭羚的個人專輯，於1996年12月推出。所有歌曲的作曲一半都是出自新加坡音樂人手筆，如李偲菘、柯貴民和葉良俊等，歌詞則由林振強、林夕及黃偉文負責，並由杜自持監製。
由於年中推出的《清水》改變歌路，叫好但未夠叫座，所以這張專輯還原基本步，大部分歌曲都是慘情或抒情歌。首波主打是慘絕人寰的《夜風鈴》，旋律有不少高音位晒唱功，emi為搶回播放率，還炮製了至少兩個特別版派台，包括講述天神眼淚的劇場版，以及以小提琴為主要樂器的版本。再者，《夜》還成為電影《洪興十三妹》歌曲，實行多路包抄，力保彭羚的天后地位。
第二主打《抱着你的日子》則延續《小玩意》的必勝甜蜜曲風，配合首飾廣告力谷，推出後大受歡迎，達成四台冠任務。穩打穩紮之餘，當年已貴為天后的彭羚，仍保留一定創新及蛻變，包括夜店味道的《又再等》，以及電子玩味的《晚安曲》，中和專輯的沉重感。至於《回味》的版權問題亦已解決，順利收錄在這張專輯。

## 曲目
| 曲序     | 曲目                            |          | 作曲       | 编曲       | 备注                                               | 时长  |
| -------- | ------------------------------- | -------- | ---------- | ---------- | -------------------------------------------------- | ----- |
| 1.       | 夜風鈴                          | 林振強   | 李偲菘     | 杜自持     | 第一主打                                           | 4:09  |
| 2.       | 給天邊最愛的人                  | 林振強   | 葉良俊     | 杜自持     | 國語版為《眼睛濕濕的》                             | 4:30  |
| 3.       | 我想笑                          | 林夕     | 辛葆璉     | 杜自持     | 第三主打                                           | 3:46  |
| 4.       | 感情難以承受的重                | 林振強   | 柯貴民     | 蘇德華     |                                                    | 4:07  |
| 5.       | 抱著你的日子                    | 黃偉文   | 梁偉豐     | Ricky Ho   | 第二主打                                           | 3:41  |
| 6.       | 甜品                            | 黃偉文   | 黃丹儀     | 杜自持     |                                                    | 4:29  |
| 7.       | 回味                            | 林振強   | 小山田圭吾 | 小山田圭吾 | 改編自カヒミ・カリィ的動畫《櫻桃小丸子》片頭曲《》 | 3:29  |
| 8.       | 你有，我沒有                    | 林夕     | 葉良俊     | 杜自持     | 國語版為《牽袖》                                   | 4:09  |
| 9.       | 你和我一樣                      | 林夕     | 黃艾倫     | 杜自持     |                                                    | 4:46  |
| 10.      | 又再等                          | 林振強   | 陳美鳳     | 杜自持     |                                                    | 4:03  |
| 11.      | 給天邊最愛的人（Piano Version） | 林振強   | 葉良俊     | 杜自持     | 國語版為《眼睛濕濕的》                             | 2:57  |
| 12.      | 晚安曲                          | 黃偉文   | Minimal    | Minimal    |                                                    | 1:58  |
| 总时长： | 总时长：                        | 总时长： | 总时长：   | 总时长：   | 总时长：                                           | 46:10 |

### 曲目資料
- 《抱著你的日子》是商業電台的兩星期冠軍歌。

## 派台歌
- 夜風鈴
- 抱著你的日子（冠軍歌）
- 我想笑
- 回味

## 所獲獎項
- 1996年度十大勁歌金曲頒獎典禮：《金曲獎》—《夜風鈴》

## IFPI唱片銷量榜
- 日期 位置 歌手 專輯
- 12-26 4 彭羚 抱著你的日子
- 1-2 3 彭羚 抱著你的日子
- 1-9 5 彭羚 抱著你的日子
- 1-16 8 彭羚 抱著你的日子